# Aleida Greve
Aleida Greve (Zwolle, 1670 - 1742) fue una pintora neerlandesa del siglo XVIII, conocida además de sus pinturas por haber sido fundadora de la casa de asilo para mujeres Vrouwenhuis en Zwolle.

## Biografía
Fue la hija del mayor fabricante de cerveza de Zwolle, Geurt Greve (1634-ca.1680), y Lamberta Holt (d. 1691). Su madre era la viuda de Herman van Marle, el anterior propietario de la fábrica de cerveza «Gouden Kroon» que se fusionó después de su segundo matrimonio. Aleida tenía una hermanastra mayor del primer matrimonio de su madre, Cornelia van Marle. Juntas las dos chicas fueron alumnas del pintor de Dordrecht, Wilhelmus Beurs en 1686, junto con sus primas Anna Cornelia Holt y Sophia Holt.
En 1686 cada alumno tuvo que realizar una pintura sobre un lienzo grande -el mayor fue hecho por Sophia Holt-. Aleida y su prima Anna Cornelia tenían 16 años cuándo hicieron estas pinturas. Su profesor Beurs estaba muy orgulloso de sus alumnas y dedicó su libro en 1692 sobre pintura a ellas.
Una casa en la calle Melkmarkt fue comprada a los herederos de su marido en 1706 por Aleida Greve y sus hermanas menores. Una tía soltera vino a vivir con ellas y al año 1718, los 49 años Greve, redactó su testamento, en el que esbozó su plan para utilizar su legado para crear una casa de asilo de 17 mujeres de la fe reformada holandesa. En 1742 Greve murió sin hijos, y fue creado el hogar para las mujeres ancianas; este hecho está conmemorado con una placa de piedra en la parte delantera de casa.

## Fondo de arte

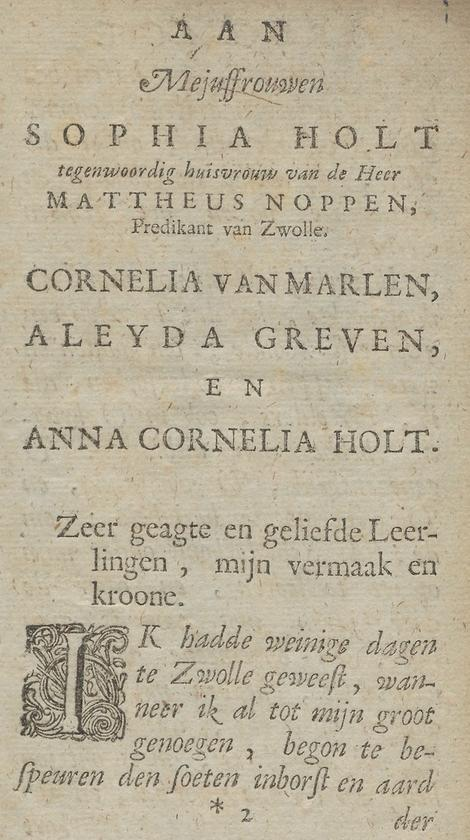
Dedicación por Beurs a sus alumnos Sophia Holt, Cornelia van Marle, Aleida Greve, y Anna Cornelia Holt.

En la voluntad de Aleida Greve se estipuló que su sala de estar con todas sus pinturas y muebles debía permanecer intacta, y esta es la razón por la que esta colección de arte con todas sus curiosidades todavía existe en su totalidad como una "cápsula del tiempo" de la galería de arte de una dama. No está claro si las pinturas que se exhiben en la casa estaban todas o fueron recogidas por las hermanas o si algunas de las pinturas habían sido dadas por Aleida Wolfsen. El pintor más famoso representado en la colección, además de las propias pintoras es Peter van den Velde, que firmó su Vista de Gibraltar y es probable que también sea el pintor de otras dos vistas de marinas de la colección.

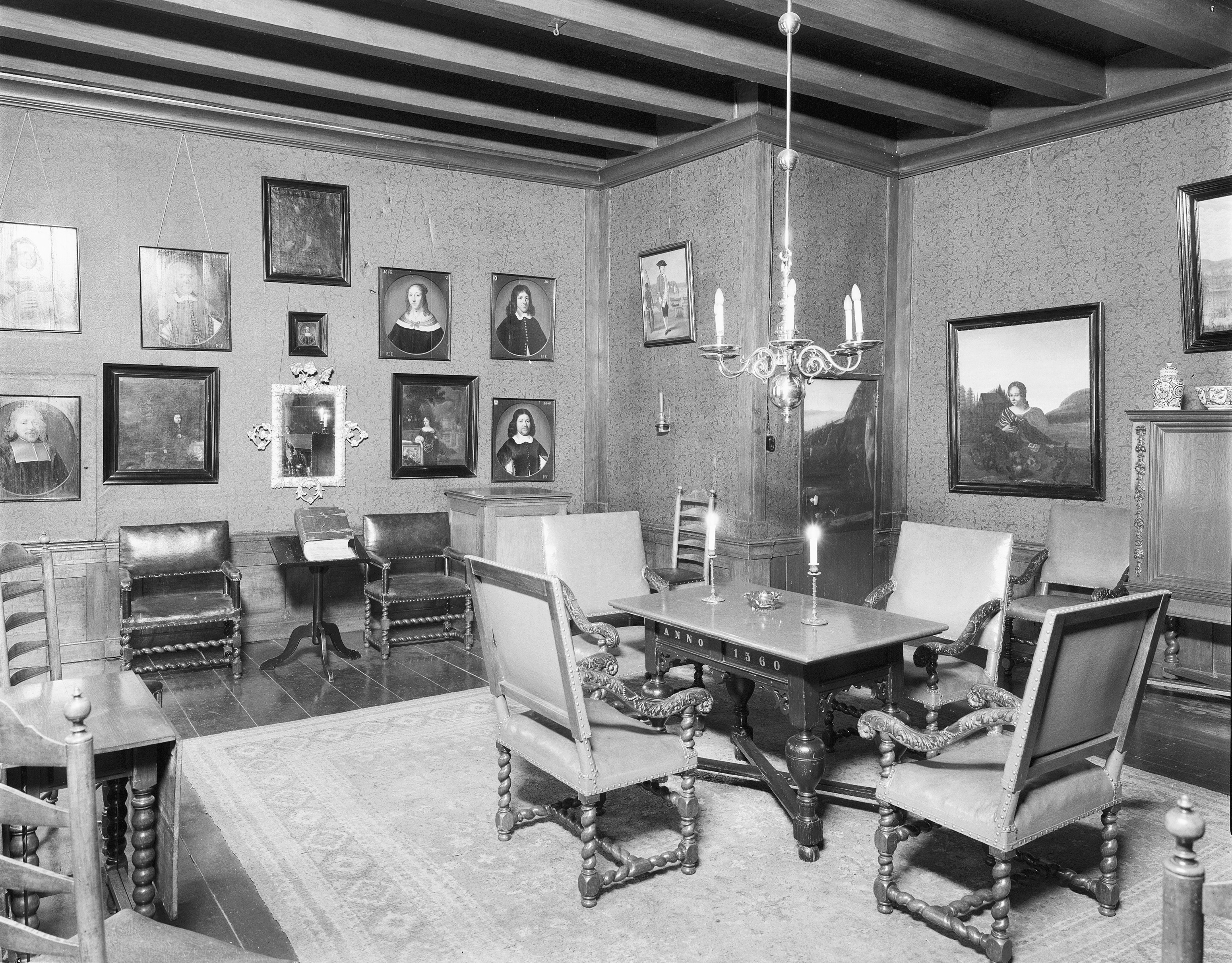
Habitación con espejo y otras pinturas.
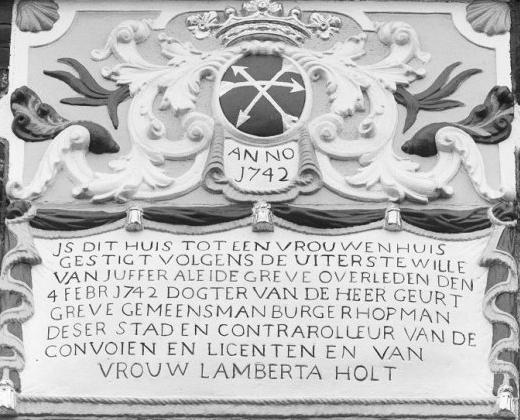
Placa de piedra en Vrouwenhuis, Melkmarkt 53, conmemorando su fundación.

.